# Liga Jujeña de Fútbol 1928
La temporada 1928 de la Liga de Jujeña de Fútbol fue la  1.ª edición de la Liga Jujeña de Fútbol. Se disputó entre el 16 de febrero y el 30 de noviembre de 1928, organizado por la Liga Jujeña de Fútbol.

## Sistema de disputa
Los diez equipos se enfrentaron en dos grupos de ocho fechas , con siete partidos en cada fecha, por el sistema de todos contra todos. Los enfrentamientos de cada jornada, como así también la asignación de las localías, fueron determinados por sorteo utilizando un algoritmo de selección, con excepciones en las cuales, por motivos de seguridad, se designaron arbitrariamente.
La tabla final de posiciones se estableció por acumulación de puntos.

## Clubes participantes
Éstos son los equipos que conforman la Liga Jujeña de fútbol.

### San Salvador de Jujuy
- Club Ciudad de Nieva
- Club Atlético Cuyaya
- Club Atlético General Lavalle
- Club Atlético Gorriti
- Club Deportivo Luján
- Club Sportivo Palermo
- Asociación Atlética La Viña
- Club Deportivo El Cruce
- Club Atlético General Belgrano
- Club Atlético Los Perales Comercio

## Tabla de posiciones

### Grupo A
| Pos. | Equipo               | Pts. | PJ | PG | PE | PP | GF | GC | Dif. |
| ---- | -------------------- | ---- | -- | -- | -- | -- | -- | -- | ---- |
| 1.º  | General Belgrano     | 14   | 7  | 7  | 0  | 0  | 21 | 1  | 20   |
| 2.º  | Deportivo El Cruce   | 9    | 7  | 4  | 1  | 2  | 16 | 13 | 3    |
| 3.º  | Union Celulosa       | 7    | 7  | 2  | 3  | 2  | 12 | 2  | 10   |
| 4.º  | Los Perales Comercio | 4    | 7  | 1  | 2  | 4  | 8  | 6  | 2    |
| 5.º  | Atlético Gorriti     | 2    | 7  | 1  | 0  | 6  | 2  | 11 | −9   |

### Grupo B
| Pos. | Equipo          | Pts. | PJ | PG | PE | PP | GF | GC | Dif. |
| ---- | --------------- | ---- | -- | -- | -- | -- | -- | -- | ---- |
| 1.º  | C.R.Y.S.        | 12   | 7  | 5  | 2  | 0  | 17 | 9  | 8    |
| 2.º  | El Cruce        | 9    | 7  | 4  | 1  | 2  | 12 | 5  | 7    |
| 3.º  | Ciudad de Nieva | 9    | 7  | 4  | 1  | 2  | 2  | 8  | −6   |
| 4.º  | La Viña         | 6    | 7  | 2  | 2  | 3  | 1  | 6  | −5   |
| 5.º  | Atlético Cuyaya | 0    | 7  | 0  | 0  | 7  | 0  | 22 | −22  |

## Torneo reducido
Los equipos ubicados del 2.º al 5.º lugar de la tabla de posiciones participarán del Reducido. El mismo consiste en un torneo por eliminación directa que inicia enfrentándose en semifinales, a doble partido, el 1.º contra el 4.º y el 2.º al 3.º. Los ganadores avanzarán a la final, que se definirá también en partidos de ida y vuelta. El equipo que haya finalizado el torneo regular mejor posicionado que su adversario cerrará la serie como local.

### Cuadro
|  | Semifinales        | Semifinales | Semifinales        |   |                  | Final | Final | Final |  |
|  |                    |             |                    |   |                  |       |       |       |  |
|  |                    |             |                    |   |                  |       |       |       |  |
|  | Deportivo El Cruce | 3           | 1                  |   |                  |       |       |       |  |
|  | Deportivo El Cruce | 3           | 1                  |   |                  |       |       |       |  |
|  | C.R.Y.S.           | 0           | 2                  |   |                  |       |       |       |  |
|  | C.R.Y.S.           | 0           | 2                  |   | General Belgrano | 6     | 3     |       |  |
|  |                    |             |                    |   | General Belgrano | 6     | 3     |       |  |
|  |                    |             | Deportivo El Cruce | 5 | 2                |       |       |       |  |
|  | General Belgrano   | 2           | Deportivo El Cruce | 5 | 2                | 2     |       |       |  |
|  | General Belgrano   | 2           |                    |   |                  | 2     |       |       |  |
|  | Atlético Cuyaya    | 0           | 1                  |   |                  |       |       |       |  |
|  | Atlético Cuyaya    | 0           | 1                  |   |                  |       |       |       |  |
|  |                    |             |                    |   |                  |       |       |       |  |

- Nota: En cada llave, el equipo ubicado en la primera línea es el que ejerce la localía en el partido de vuelta.

### Semifinales
| 14 de noviembre | General Belgrano | 2:1 | Deportivo El Cruce | Estadio Éxodo, San Salvador de Jujuy |  |

| 19 de noviembre | Deportivo El Cruce | 2:1 | General Belgrano | Estadio Éxodo, San Salvador de Jujuy |  |

| 15 de noviembre | Deportivo El Cruce | 3:0 | C.R.Y.S. | Estadio Éxodo, San Salvador de Jujuy |  |

| 20 de noviembre | C.R.Y.S. | 2:1 | Deportivo El Cruce | Estadio Éxodo, San Salvador de Jujuy |  |

### Final
| 25 de noviembre | General Belgrano | 6:5 | Deportivo El Cruce | Estadio Éxodo, San Salvador de Jujuy |  |

| 30 de noviembre | Deportivo El Cruce | 2:5 | General Belgrano | Estadio Éxodo, San Salvador de Jujuy |  |

| Predecesor: Ninguno | Liga Jujeña de Fútbol 1.º edición | Sucesor: 1929 |

- Datos: Q16591110